# Parastrellus
Parastrellus hesperus is een vleermuis uit de familie der gladneuzen die voorkomt in het westen van Noord-Amerika van Washington en Zuidwest-Oklahoma (VS) tot Hidalgo en Guerrero (Mexico). Het is de enige soort van het geslacht Parastrellus. Deze soort wordt meestal tot het geslacht Pipistrellus gerekend, maar onderzoek sinds de jaren 80 van de 20e eeuw heeft aangetoond dat deze soort niet nauw verwant is aan Pipistrellus (er kon overigens ook geen nauwe verwantschap met enig ander geslacht aangetoond worden). De naam Parastrellus werd oorspronkelijk in 1985 voorgesteld als een nomen nudum, maar pas in 2006 gevalideerd door de publicatie van kenmerken die het geslacht definiëren. P. hesperus is een van de twee Pipistrellus-achtige gladneuzen in Amerika. Ook de andere, Perimyotis subflavus, wordt vaak tot Pipistrellus gerekend maar wordt nu beschouwd als incertae sedis binnen de Vespertilioninae. De geslachtsnaam is een combinatie van het Griekse woord παρα "naast" met een verkorte vorm van de naam Pipistrellus.
P. hesperus is de kleinste vleermuis van Noord-Amerika. Hij lijkt opvallend veel op de Afrikaanse Hypsugo musciculus. De haren op het lichaam bestaan uit twee kleurbanden. De eerste is donkerbruin, de tweede geelachtig tot grijsbruin. Hierdoor ziet het dier er geelachtig uit. De bek, de oren, de poten en de vleugels zijn zwart. De oren zijn kort. De tandformule is 2.1.2.33.1.2.3. Het karyotype bedraagt 2n=28, FN=46. De totale lengte bedraagt 60 tot 86 mm, de staartlengte 26 tot 36 mm, de voorarmlengte 26 tot 33 mm, de oorlengte 10 tot 11 mm en het gewicht 2 tot 6 g.
Net als de meeste andere vleermuizen is P. hesperus een insectivoor; hij eet motten, kevers en tweevleugeligen. Vrouwtjes krijgen meestal eind juni twee jongen. Dit dier vliegt relatief laag. 's Avonds vliegt hij al lang voor zonsondergang rond. Deze vleermuis is solitair of vormt kleine kolonies. In Californië houdt het dier 's winters een winterslaap.